# Отавска обсерватория
Отавската обсерватория е открита през 1902 година и функционира до 1970 г.
Обсерваторията се намира в град Отава, Канада.